# 一式戰鬥機
一式戰鬥機是大日本帝國陸軍的一種戰鬥機，簡稱一式戰，正式編號：Ki-43，日軍別稱隼，盟軍代號奧斯卡（Oscar）。

## 開發歷史

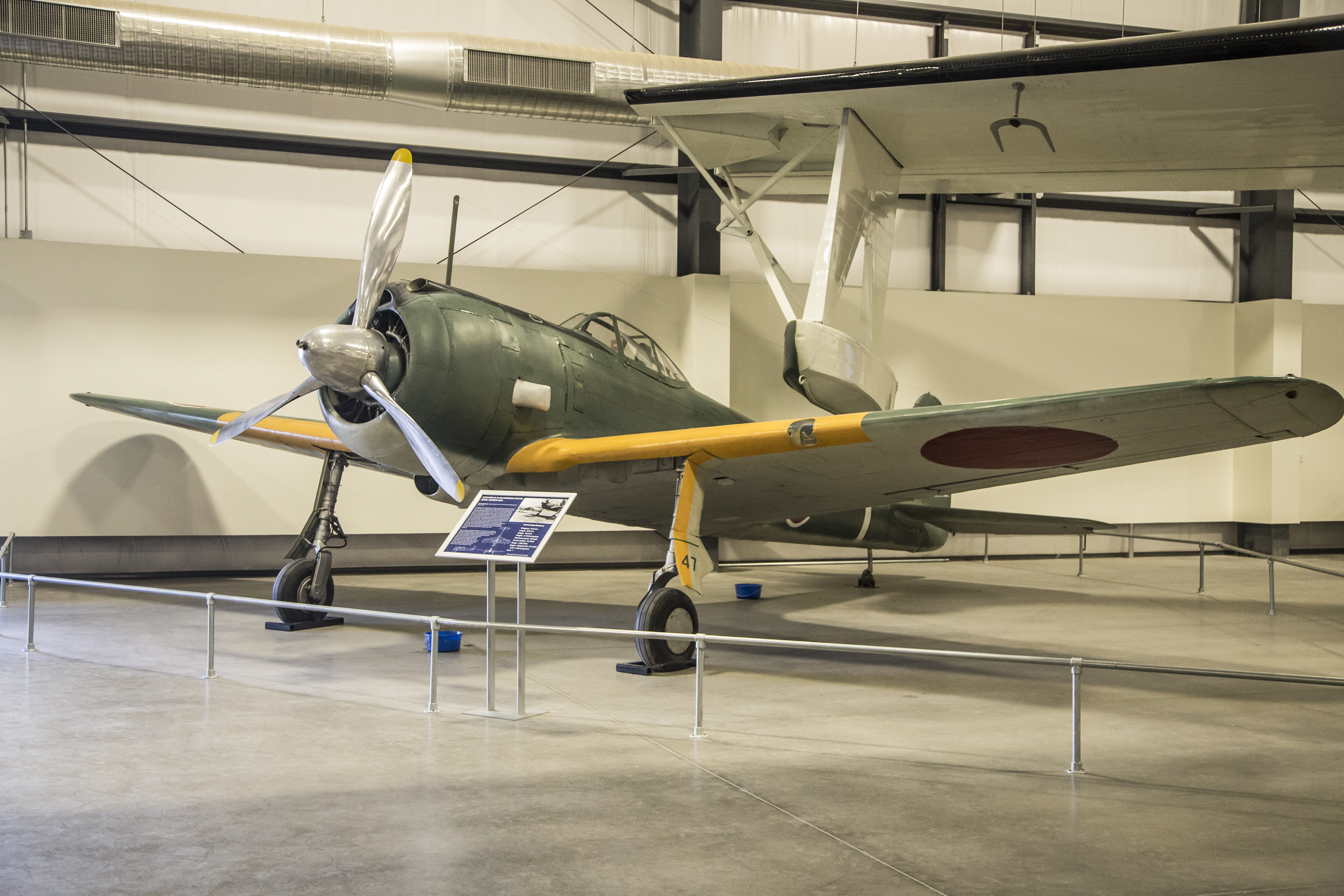
保存至今的日本陸航式樣一式戰隼二型

一式戰鬥機（キ-43）是中島飛機於1937年12月在日本陸軍的指示下開發的單發單座戰鬥機，随着Bf 109戰鬥機出现，以纏鬥為設計導向的九七式戰鬥機顯得過時，日军觉得有必要开发新的战斗机。同年12月、陸軍指示中島設計新型戰鬥機，並賦予Ki-43型號。Ki-43於1939年末完成；陸軍要求該機的性能包括武裝配備2挺機槍、在作戰半徑300公里的狀況下仍有能繼續飛30分鐘的剩餘燃料。相較於同時期開發的重戰機，Ki-43的性能偏重於空中格鬥靈巧性，因為在開發上Ki-43定位是「輕戰」。
所謂的輕型戰鬥機，是日本陸軍在1930年代末期評估未來戰鬥機發展路線時做出的分類。設計主要目標著重輕巧的運動性能以同敵方戰鬥機格鬥，在火力和結構上讓步較大。設計Ki-43的工作由中島飛機設計科科長小山悌為核心，並納編研究科空力班的糸川英夫等人，一同参與一式戰設計的工程師青木邦弘回憶，陸軍對一式戰的要求主要是「比九七戰更優秀的機動力」，但同時該開發案的新機體還得滿足低單翼、可收起落架、更高速度、更長航程等嚴苛要求。
中島團隊的研發方針中，除了加入可收放式起落架設計，新型機的基本結構設計大致承襲九七式戰鬥機；因此開發進度尚稱順利，第一架原型機於1938年12月完成，12月12日在中島飛機所屬的尾島機場進行首次試飛。隔年開始由日本陸軍航空審查部之陸軍航空技術研究所進行審查，測試結果顯示此飛機的續航力確實比諾門罕事變中活躍的九七式戰鬥機更優秀，但速度僅有少許提升，在陸軍航空審查部最在意的水平迴旋性上則比九七式來的差。雖然之後部分試飛員參考了諾門罕事變中蘇軍伊-16對抗九七式的戰法，加入了垂直面機動，發現一式戰的機動性高得驚人，能輕易的壓倒九七戰，但這結果在當時仍無法撼動大多數守舊派駕駛員與陸軍審查部的態度。
測試結果對陸軍中的輕、重戰機兩派而言皆不盡理想，日軍原有意跳過キ-43-I，計畫換裝具有更強勁馬力引擎，速度及火力較佳的キ-43-II；但不久後隨著日軍南進戰略定案，陸軍參謀本部需要一款長航程的護衛戰機，但被認為能與英美新銳戰鬥機抗衡的二式單戰開發進度都趕不上戰局。
於是，在飛行實驗部實驗隊長今川一策上校的建議下，陸軍改變決定，要求對キ-43-I進行最小程度的改裝並迅速將之投入戰場。是在1941年（昭和16年）5月，キ-43獲得「一式戰鬥機一型」的制式編號正式採用；不過仍視為墊檔機種，所以在1941年底開戰時陸軍只有第59、第64等2支飛行戰隊，為數不超過100架的一式戰完成換裝（第59戰隊完成2支中隊21架、64戰隊完成3支中隊35架）；大部分的戰鬥機部隊仍續用九七式戰鬥機，直到一式戰二型投產後才轉換。
在1942年3月日軍奪佔東南亞後，一式戰鬥機正式以「隼」的稱呼供報章媒體得知，隨即成為日本各界知名的新銳機種；同時經過戰爭經驗反饋的一式戰二型量產線亦陸續完遂，各地陸軍飛行戰隊的九七式戰鬥機在1942年休整期間陸續換裝，至1942年末一式戰已經成為各戰隊的主力機型，1943年中完成全面換裝。
到二戰結束時，總產量約為5,919架，是日本國內生產量僅次於零戰的戰鬥機。

## 機體設計

一式戰「隼」三視圖

由於「隼」的機翼結構設計架構較舊、輕巧緻密而複雜，難以承受內裝機槍或機砲的重量和後座力，在翼下裝設槍／砲筴艙又對飛行性能影響過大，故只在機首裝設兩處槍位。但這樣令「隼」要擊落有裝甲保護的美製軍用機（即便是戰鬥機）相對困難，根據不列顛空戰的經驗，即使被配備8挺7.7毫米口徑（和「隼」的機槍口徑相同）機槍的颶風戰鬥機攻擊的德軍飛機很多仍可以飛返基地，攻擊火力祇有颶風式1/4的有多貧弱可想而知，雖然後來把機槍由7.7毫米口徑的八九式提升為12.7毫米口徑的Ho-103重機槍，但打擊力偏弱的問題仍在，只有試製兩架的「隼」三型乙才實驗性的裝備了兩門20毫米口徑Ho-5機砲。
設計初期由於陸軍不合理的要求，中島飛機在開發此機時過度將機體輕量化，結果導致在原型機試飛時發生了空中解體的慘劇。由於同時期零戰原型機也發生了空中解體的事件，連帶地讓陸軍對「隼」產生疑慮，要求加強機體結構並延後配發時間。此次意外令日本陸軍不再一味追求機體性能指標，而對「隼」之後的戰機要求回歸合理面，以實戰安定性為主（在此之前，只執著於滿足性能指標而無視現實運用面，為當時日本各軍種之通病）。也因此，「隼」在帳面性能與規格上雖不若零戰亮眼，但在乘員生存性的重視度等國際潮流上則大為領先。
一式戰鬥機「隼」的防護設計，源自於諾門罕事變後的戰鬥教訓，以及觀察歐洲戰事發展後的結論。從一式戰一型起，開始配備可防7.7公厘子彈的複合氈防漏防彈油箱；一式戰二型更換使用橡膠制自封油箱，可防禦12.7公厘子彈。機體防禦部分，在1943年6月起量產的一式戰二型開始在駕駛員座位上半部增設厚13公厘的防彈鋼板，同樣的也能抵禦12.7公厘子彈；但除此之外，「隼」的機體結構並沒有增設額外防禦，因此盟軍的重火力、高防禦力戰機會慣用迎面攻擊的手段，以求在第一擊便從正面擊毀火力與前方防禦較弱的一式戰「隼」。

## 各式型號

### 一式戰鬥機一型（Ki-43-I）

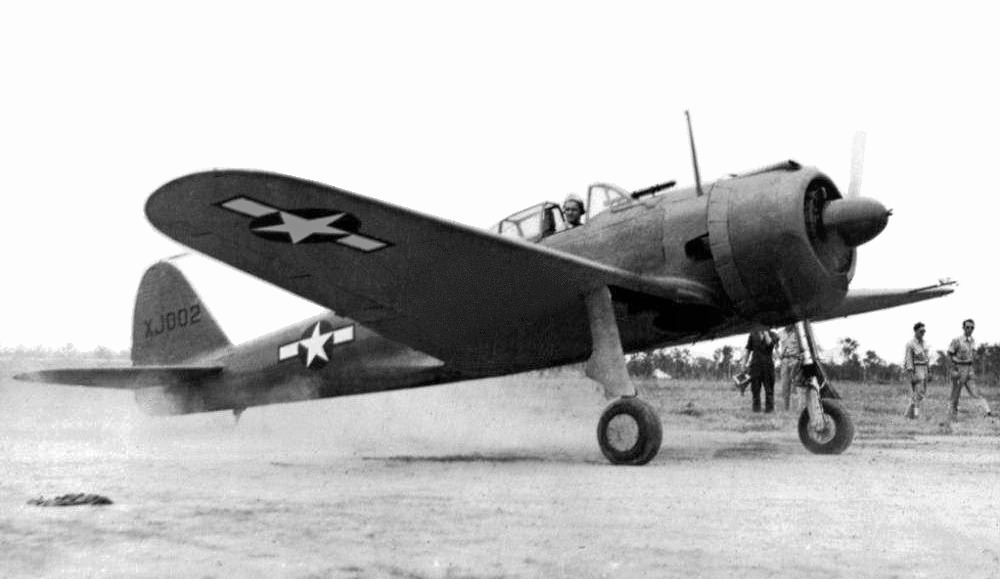
被美軍擄獲的一式戰「隼」一型乙

Ha-25型引擎裝備的早期生產型。試作型與初期生產型（一型甲）的武裝為2挺7.7mm機槍，之後一型乙換裝為7.7mm機槍與12.7mm機槍各一挺。在生產時自封油箱設計為可承受7.7mm機槍攻擊，之後強化到與二型相同規格可稍微抵擋美規12.7mm重機槍彈程度攻擊。一型的生產型依照時間而有甲、乙、丙三批小幅度改進之機種，主要區分為武備配置。一型的結構輕量化過於苛刻，因此俯衝速度被限制在時速550公里以下，1942年在中國戰場配發的一式戰一型有多架因追擊P-40時超過俯衝速限因而解體。一式戰一型在1943年逐步調離前線，由更好的二型替換。
| 正式名稱     | 一式戰鬥機一型丙                                             |
| 試作名稱     | キ43-I丙（Ki-43-I丙）                                        |
| 全寬         | 11.43m                                                       |
| 全長         | 8.85m                                                        |
| 全高         | 3.27m                                                        |
| 空重         | 1,590kg                                                      |
| 一般全備重量 | 2,580kg                                                      |
| 發動機       | 中島九九式（Ha-25）氣冷式複列星型14汽缸（離陸出力970匹馬力） |
| 最大速度     | 492km/h（高度4,000m）                                        |
| 爬升率       | 到達5000公尺高度費時5分40秒                                  |
| 續航距離     | 1,000km ~ 2,200km（依巡航速度與有無外掛油箱而定）            |
| 固定武裝     | 機首內12.7mm機槍2挺                                          |
| 外掛炸彈     | 30kg～60kg炸彈x2                                             |

### 一式戰鬥機二型（Ki-43-II）
一式戰鬥機生產最多的型號，1942年2月完成原型機，11月首架預量產機出廠，1943年1月開始撥交部隊使用，中島飛機和立川飛機公司同時生產。與一型主要差別在於機身結構強化使其俯衝速限提高至600～650km程度，引擎換裝成更強力的Ha-115，化油器進氣口移動到機鼻上方，左右主翼端各切短30公分，座艙罩從多片式更換為二式單座戰鬥機該款帶有弧度的單片式改善後方視野，螺旋槳由二翅換裝為三翅螺旋槳（螺旋槳直徑從2.9公尺縮小為2.8公尺）。武裝換裝為12.7mm機槍兩挺，瞄準器從瞄準鏡式換成光網式，自封油箱強化至可抗12.7mm機槍攻擊，從1943年6月出廠的5580號機以後在駕駛艙後方加裝可防12.7mm機槍子彈攻擊之13mm厚裝甲板。由於生產時期不同，可從機首整流罩的外型以及冷卻器排氣口位置的些微差異辨別。
| 正式名稱     | 一式戰鬥機二型                                                     |
| 試作名稱     | キ-43-Ⅱ（Ki-43-II）                                                |
| 全寬         | 10.837m                                                            |
| 全長         | 8.92m                                                              |
| 全高         | 3.085m                                                             |
| 空重         | 1,975kg                                                            |
| 一般全備重量 | 2,590kg                                                            |
| 發動機       | 中島Ha-115（離陸出力1,150匹馬力）                                  |
| 最大速度     | 536km/h（高度6,000m） ※使用獨立式推力排氣管的最末期二型可達548km/h |
| 爬升率       | 到達5000公尺高度費時4分48秒                                        |
| 續航距離     | 3,000km（加掛副油箱狀態）／1,620km（機內燃油）                     |
| 固定武裝     | 機首內12.7mm機槍2挺（攜帶彈藥各270發）                             |
| 外掛炸彈     | 30kg～250kg炸彈x2                                                  |

### 一式戰鬥機三型（Ki-43-III）

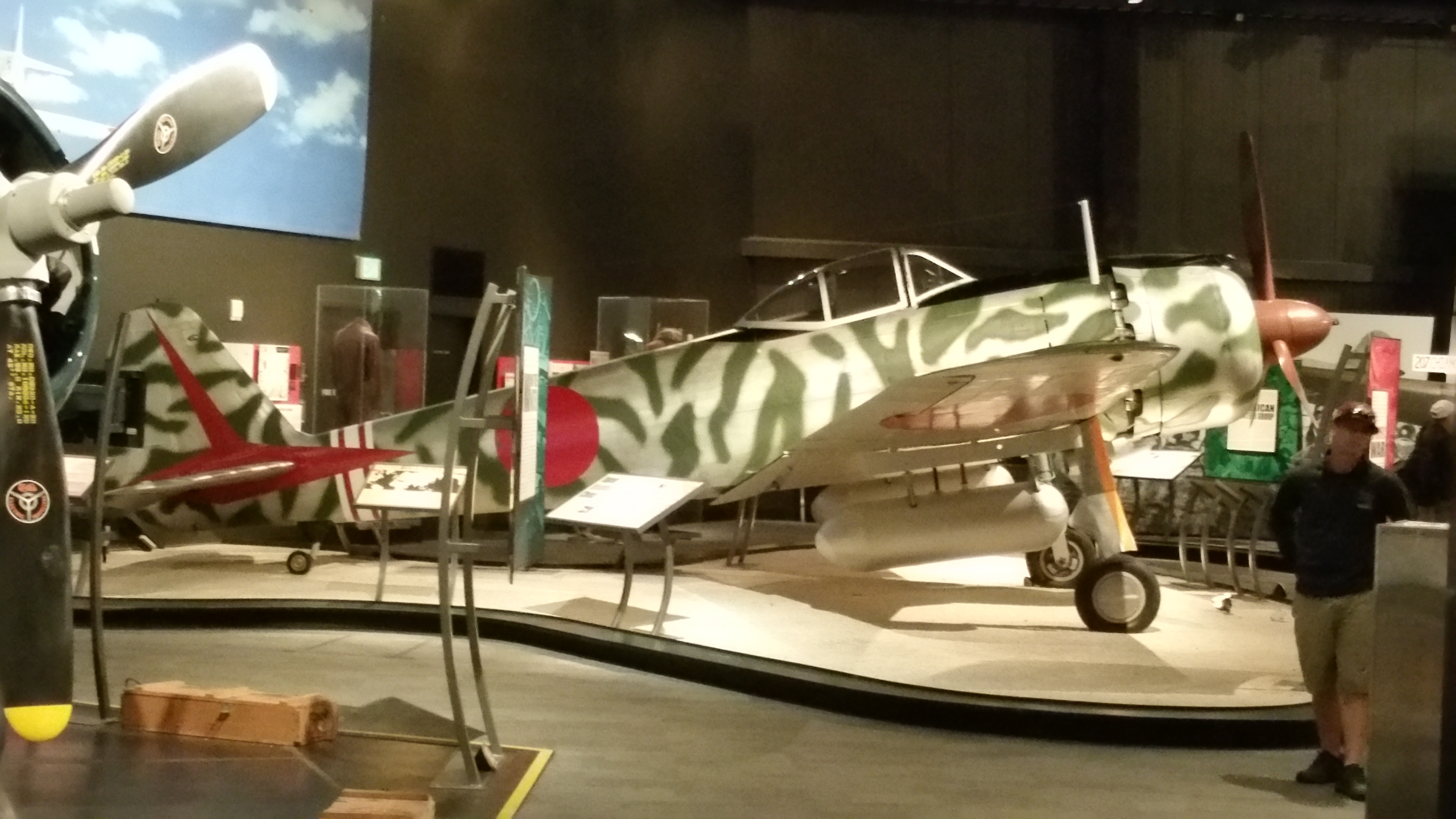
一式戰「隼」三型甲

將引擎換裝為加裝甲醇水注入裝置之Ha-115-2發動機之最後量產型，武裝與防彈裝備與二型相同，甲醇水容量70公升，裝設在駕駛艙後方。最大速度提升至系列最高的560km/h。由中島飛機進行試製，因中島原廠正全力量產四式戰鬥機，因此一式戰三型量產全由立川飛機公司代工。1944年7月本型開始進入量產，不過實戰配備當初因為水噴射裝置經常故障與整備兵的不熟悉，曾導致一段時期的出勤率不佳。
由於原先搭載的兩挺12.7mmHo-103重機槍在對付盟軍重裝甲戰機上顯得力不從心，因此此型最後階段的試作型曾嘗試將武裝強化為2門20mmHo-5機砲，為此甚至重新設計了引擎架與機鼻整流罩，這就是「隼」三型乙（Ki-43-III乙）。因為設計得當，改善了配重，不僅沒有減損到最大速度，而且還因為重量增加而使初始俯衝速度提高，射擊安定性良好也無砲口閃焰問題，大受試飛員好評。不過畢竟因為重量增加影響了爬升、加速、運動性，定位也與四式戰鬥機重疊，最後被陸軍強行中止開發，僅停留在試作兩機的階段，未獲制式採用。但兩架試作機中有一架供給明野飛行教導師團，參與了攔截B-29的實戰，成功擊傷了一架B-29。
從一式戰鬥機二型後期開始不斷增加裝備與強化結構使得機身空重逐漸上升，到最後一式戰「隼」在一開始設計時的「輕型戰鬥機」印象已逐漸淡薄。一方面被少數喜歡輕巧操控感的駕駛認為是具有「重戰」性格的輕戰而頗有微詞，一方面卻也受到另一部分駕駛的喜愛，認為是均衡性極佳的格鬥系戰機。附帶一提，在歐美沒有「輕型戰鬥機」的分類概念。比起運動性佳但有傳統結構與防彈缺陷的二一／三二／二二／五二型，或裝備齊全但動力未能提升結果「樣樣通、樣樣鬆」的五二型丙／六二型等零戰家族成員，在逐步提升速度與火力防禦的同時，仍未失去運動性優勢的末期「隼」二型乃至「隼」三型，更受到太平洋南方戰線盟軍的警戒。即使該區最後進駐了性能足以凌駕所有日機的噴火Mk.XIV或P-51D，對經驗老到的熟練駕駛所操作的「Oscar」仍抱持著「禁止與之格鬥」的敬畏之心直至戰爭結束。

### 一式戰鬥機四型（Ki-43-IV）
由於中島廠當時已不負責一式戰生產，故一式戰四型並沒有一個統整方案，此改良型曾有兩種構想：
1. 帝國陸軍方面希望把引擎換成Ha-45，但是中島方面改良三型的研發主工程師大島賢一認為Ha-45應全力供應疾風，故該構想雖文書上有記載，但在原廠反對下未進行
2. 換裝為加裝甲醇水注入裝置之Ha-112-2發動機（與海軍使用之金星六二式類似），並將機體部份改變成木製結構；這構想可能是立川工程師提出，因為立川公司可能找到一些還沒裝機的Ha-33-42（金星四二型），但是這批引擎輸出表現並為優於Ha-25，因此陸軍航空本部指示停止這個方案，此種機型還在設計圖階段計畫便終止。

## 實戰

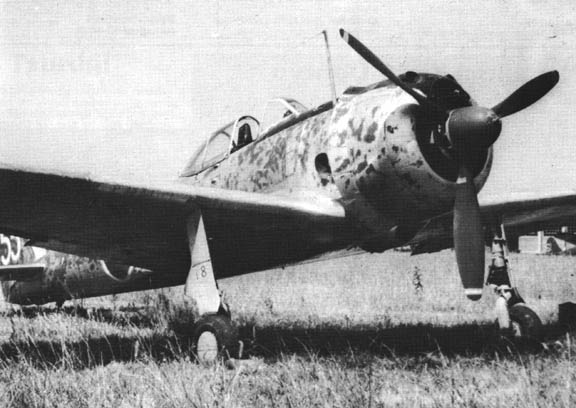
一式戰「隼」祇有機頭兩挺機槍，論火力可說是貧弱

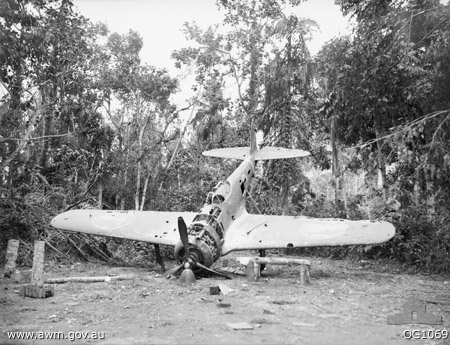
墜毀在南太平洋新幾內亞戰場叢林的Ki-43「隼」

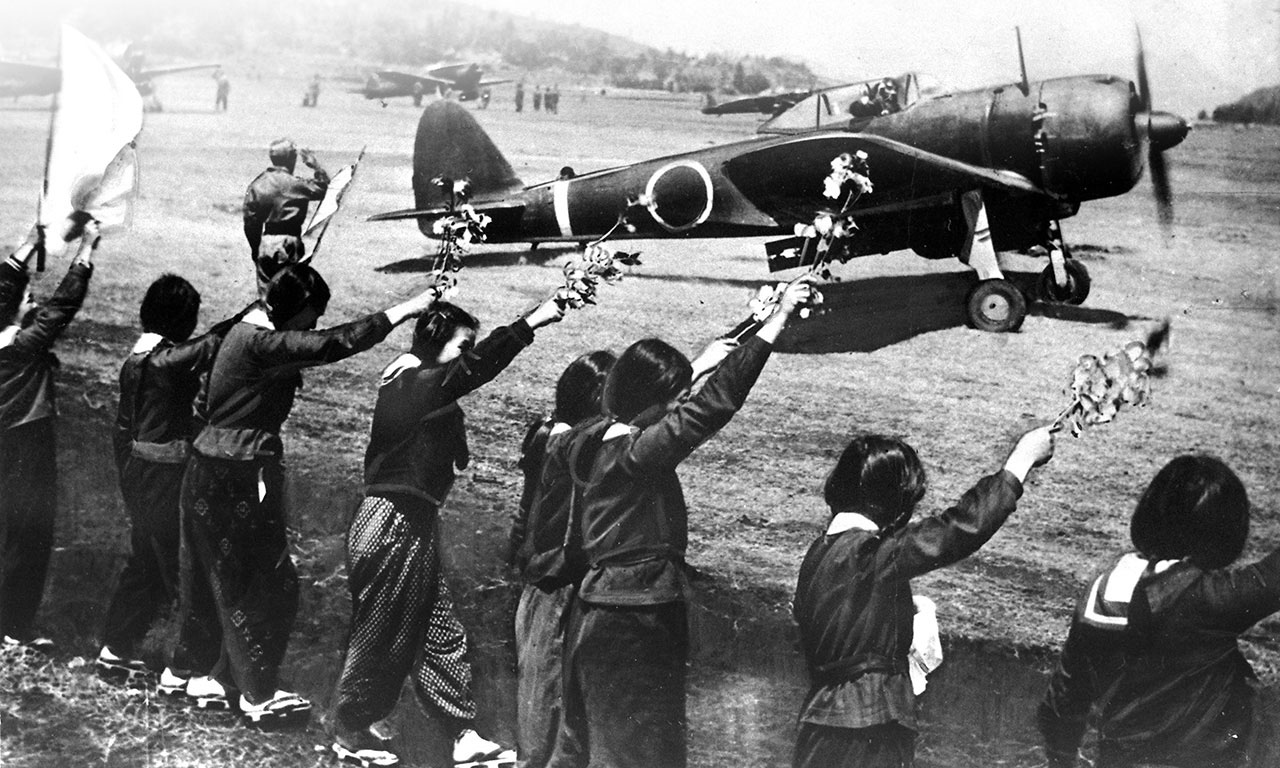
日本女高生為駕駛一式戰「隼」執行特攻的隊員送行

### 中國戰區
侵華日軍於1941年4月首先把最初參戰的一式戰「隼」一型配備駐廣東的第64戰隊，之後又把火力得到強化的一式戰「隼」二型配備駐中國東北的關東軍航空隊和偽滿洲國空軍，例如：駐廣州天河機場的第33戰隊和駐香港啟德機場的第33戰隊第3中隊就裝備了一式戰「隼」，當時中美盟軍對一式戰「隼」一無所知，祇知這種戰鬥機比一般零式戰鬥機更靈活、但攻擊火力祇有機頭機槍，因而以為該型機乃是零式戰鬥機的一種型號，並稱之為「新零式」。
1942年11月23日，中國空軍和美國第14航空隊的12架B-25轟炸機和16架P-40戰鬥機從桂林起飛去轟炸在香港的日軍，當轟炸完成後，在啟德機場的6架一式戰「隼」起飛並攻擊B-25機群，當日有一架B-25被一式戰「隼」擊落並掉進寶安縣大鵬鎮（即現在的深圳）的水稻田裡，一架一式戰「隼」被P-40擊傷，但最終6架一式戰「隼」都回到啟德機場。
1945年8月，日軍在白城子地區曾用一式戰「隼」攻擊過蘇軍裝甲部隊。

### 太平洋戰區
當太平洋戰爭爆發之際，一式戰雖然數量極少，祇有56架，配備於日本陸軍航空隊第59和第64戰隊，但仍是日本陸軍手頭最好的戰鬥機，因此從進攻東南亞開始便無役不與，足跡遍及所有日本陸軍涉及的戰區。
最初參戰的是一式戰「隼」一型，當配備左右兩個翼下可抛棄式副油箱時，其航程可達到2600公里，這是九七式戰鬥機做不到的，在太平洋戰爭一開始，一式戰「隼」就從剛向日軍投降的泰國機場起飛，飛往海面為橫渡泰國灣的日本登陸艦隊進行海上護航，日軍在一式戰「隼」的空中支援下發動馬來戰役，當時駐馬來西亞的英軍祇有水牛式戰鬥機，實戰證明該型機根本不是一式戰「隼」的對手，英軍為此緊急派上颶風戰鬥機；這時新加坡戰役剛好開打，在實戰當中，日軍飛行員以為颶風式是著名的噴火戰鬥機，同樣英軍飛行員也以為一式戰「隼」是著名的零式戰鬥機，因為一式戰「隼」的外型及重視格鬥的設計取向與三菱零式戰機相近，很多盟軍飛行員宣稱「遭遇零戰」的作戰紀錄其實是遭遇一式戰「隼」，而非零式戰鬥機。
之後日軍攻打荷屬印尼，一式戰「隼」其中一場主要戰役是為攻佔巴厘巴板油田的日軍傘兵作空中支援，當中由第64戰隊隊長加藤建夫駕駛的一式戰「隼」擊落了兩架前來助戰的英軍颶風戰鬥機。
二戰後，就日軍第59、64戰隊自1941年12月8日至1942年3月9日之戰報比對考證，目前顯示至少有61架同盟國軍機（43架戰鬥機、18架轟炸機）遭一式戰「隼」擊落。其中第59戰隊擊落30架、第64戰隊擊落27架、兩戰隊共同擊落4架，兩戰隊折損戰機共計16架，交換比為1:4，也就是「南方作戰時一式戰在空戰中約擊落自身4倍、對戰鬥機時約擊落自身3倍的盟軍戰機」之概述的根據所在。在1942年初期日軍在進攻英屬馬來亞、英屬緬甸、荷屬東印度等重要戰略攻勢目標時，遇上英國與荷蘭在殖民地主要裝備的F2A戰鬥機，都能進行有效壓制，也能夠用數量壓制為數稀少的霍克颶風，一式戰「隼」完美的替陸軍達成空中掩護任務，盟軍經常面對一式戰「隼」而未能討到任何便宜。
1942年後，日本海軍航空隊在瓜達康納爾島所在的所羅門海域空戰損失慘重，駐拉包爾的日本海航唯有向日本陸航求助，於是有100架一式戰「隼」二型被派到所羅門前線，即第1和第12戰隊。1943年1月5日，第12戰隊的一式戰「隼」和美軍第43和第90轟炸機大隊的12架轟炸機（B-17F和B-24D各6架）交戰，擊落一架B-17F，首開戰果，此後又在10天內接連擊落2架B-17、B-24D和B-25D各1架，以及1架P-38F戰鬥機，但自身也付出了損失13架的代價。由於在所羅門空戰當中，一式戰「隼」主要的敵手是有重裝甲保護而機身結構堅固的美軍轟炸機，祇有機頭兩挺Ho-103重機槍的一式戰「隼」二型打得很吃力。除了與美軍重型轟炸機對戰，駐拉包爾基地的一式戰「隼」也曾在澳洲達爾文港上空和英軍的噴火式戰鬥機作戰。隨著日軍在所羅門空戰的失敗，一式戰「隼」也離開拉包爾基地，撤退到菲律賓和台灣繼續和以美國為首的盟軍作戰，直至1945年戰敗。

### 中緬印戰區
馬來與新加坡戰役後，日軍陸航第64戰隊來到緬甸戰場繼續和英軍、美國飛虎隊（正式名稱:中華民國空軍美籍志願大隊）以及前來助戰的中國遠征軍作戰，1942年5月22日，一架英國皇家空軍的布倫亨式轟炸機飛去攻擊一個在緬甸的日軍機場，當時此機場駐有日本陸航第64戰隊（即有名的加藤隼戰鬥隊），當日有5架一式戰「隼」起飛迎戰，其中包括加藤建夫隊長的座機，加藤的座機被此架布倫亨式轟炸機的後部機槍射中著火，墜入孟加拉灣，加藤建夫死後被追封成為陸軍少將和軍神。
失去加藤建夫隊長的第64戰隊在1943年12月參加了掩護陸軍轟炸機群轟炸加爾各答的「龍一號作戰」，之後日軍地面部隊也跟著發動進攻印度的英帕尔战役，但以慘敗收場。在空中，日軍飛行員也遇到強敵，就是著名的英軍噴火式戰鬥機，英國皇家空軍在緬甸總共派駐了7個中隊的噴火式，其中第64戰隊的日軍台灣飛行員許崙墩駕駛一式戰「隼」擊落了一架第17中隊的噴火機。1944年4月22日，第64戰隊的宮邊大尉遭遇了從成都起飛的B-29轟炸機機群，但一式戰「隼」貧弱的火力祇造成一架B-29一具發動機損毀，未能將之擊落，這也是陸軍戰鬥機首次與B-29交鋒。1944年夏天以後，第64戰隊開始換裝一式戰「隼」三型和四式戰「疾風」，並戰鬥至日本投降，累計戰果為283架各型飛機（其中144架為地面擊毀），自身戰死飛行員160名。
1943年後，第50戰隊也到來，此戰隊的一式戰「隼」專門攻擊支援中國抗日的駝峰航線上的運輸機，第50戰隊的一式戰「隼」甚至曾偷襲昆明機場，駐當地的美軍飛虎隊後來從一架一式戰「隼」一型（日軍陸航第64戰隊安田義人座機）發現：
一式戰由於結構存在缺陷，如果引誘其急速拉升或者俯衝，有很大可能會直接讓「隼」在空中解體
瞭解了一式戰「隼」的這個弱點之後，盟軍P-40飛行員經常避免與一式戰「隼」進行低空纏鬥，而是儘可能以高速俯衝攻擊一式戰「隼」，證明這種戰術不單對日本海航的零戰有效，對一式戰「隼」也同樣成功。隨着1944年以後P-47和P-51等盟軍新銳戰機的到來，一式戰「隼」更難以抵擋盟軍主動發起的空中進攻。

### 千島群島防空戰
由於一式戰「隼」火力貧弱，而日本本土防空戰又要面對B-29轟炸機等美軍新銳機種，一式戰「隼」遂被派去位置偏遠的千島群島，第54戰隊的一式戰「隼」進駐幌筵島，抵擋來自美國阿拉斯加州的攻擊機群，1943年8月12日一式戰「隼」擊落2架B-24，之後美日皆增加兵力；到了1944年，幌筵島祇剩下15架一式戰「隼」，另有28架一式戰「隼」因應太平洋戰場的需求而被調派去菲律賓，最後全部被美軍消滅。
1945年8月，蘇聯對日本宣戰並進攻千島群島，8月18日，4架一式戰「隼」和4架海軍的九七式艦上攻擊機作為最後的空中力量，支援在占守島的日本陸軍第91師團，並與蘇軍戰鬥機交戰，但雙方都沒有損失，這也成為了第二次世界大戰中最後的空戰（雖然理論上二次大戰早在8月15日已結束）。
二戰末期，一式戰「隼」除了擔任第二線的防禦任務之外，也參與神風特攻隊的自殺攻擊任務。

## 使用國家
- 日本（生產國）

- 滿洲國

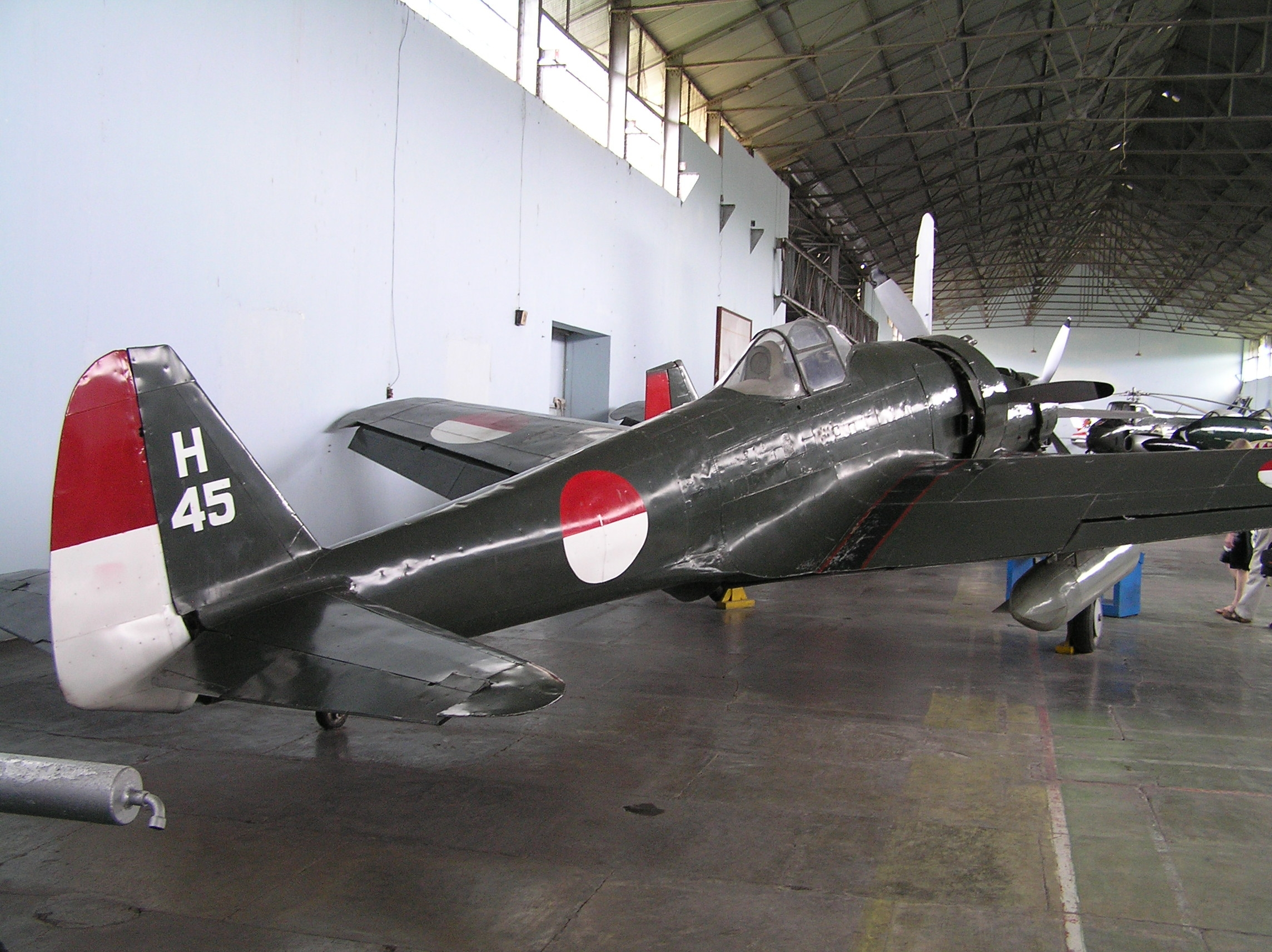
二戰後的印尼空軍一式戰「隼」

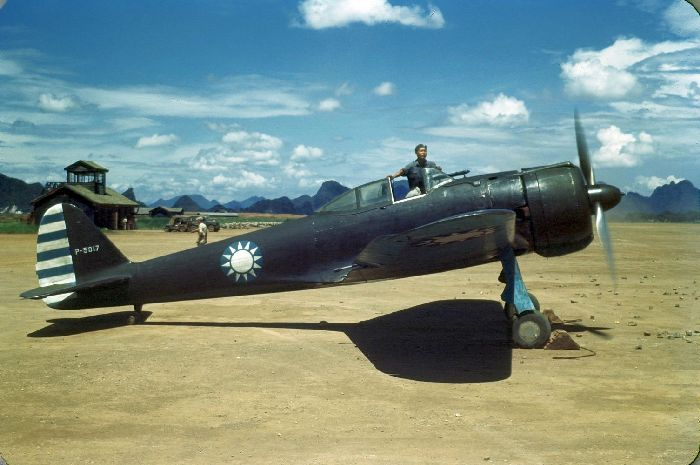
國軍繳獲自日軍安田義人飛曹長的一式戰「隼」一型

抗戰時期由日本人扶植的滿洲國空軍裝備過一式戰。
- 泰國

二次大戰時親日的泰國皇家空軍也裝備過一式戰，泰國的一式戰曾在二戰期間截擊過美軍B-29轟炸機。
- 法國

二次大戰後，重返中南半島的法軍也曾用一式戰對付過由胡志明領導的越南獨立同盟會。
- 印度尼西亞

二次大戰後印尼人用日本人留下的一式戰對抗過想重新接管印尼的荷蘭軍，他們把日軍紅太陽標記的下半部塗白，變成如同印尼國旗的標記。
- 中華民國

抗戰時期的1942年4月29日，國軍於緬甸北部繳獲一架原本屬於日本陸軍航空隊第64戰隊安田義人飛曹長的「隼」一型，抗戰勝利後，國民政府接收大批留在中國的一式戰，編入第6大隊18和19中隊，於1946年退役。
- 中华人民共和国

抗戰勝利後，解放軍在中國東北接收到4架一式戰「隼」二型，編入東北老航校作為訓練用途。

## 流行文化

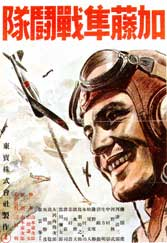
《加藤隼戰鬥隊》電影海報

對照在二次大戰後被吹捧得近乎神格化的零式戰鬥機，一式戰就寂靜無聞得多，但在二戰時因為一部軍教電影而令一式戰比零戰在日本人當中更家喻戶曉：
- 加藤隼戰鬥隊

日本陸軍航空隊率先使用一式戰「隼」的第64戰隊，由於隊長名叫加藤建夫，因而被暱稱為「加藤隼戰鬥隊」。1944年（昭和19年），東寶電影公司為紀念在前線戰死的加藤隊長，並提高全體國民戰意，遂將此隊的戰鬥經歷拍成電影《加藤隼戰鬥隊》作為戰時宣傳。
現今電腦遊戲當中有一式戰登場者，例如：
- 太平洋空戰英雄
- 戰爭雷霆

其中，戰爭雷霆中的一式戰，推出了近乎所有的型號。從一式戰一型甲、乙、丙，到後期的一式戰二型，乃至一式戰三型甲、乙
- 艦隊收藏

2017春季活動作為通關獎品出現，量產型的二型與三型甲可開發或經由任務入手，派駐在占守島上的日軍陸航第54戰隊與極具盛名的第64戰隊、掛載炸彈作為戰鬥轟炸機的第65戰隊規格為戰果或活動報酬裝備；第64戰隊規格是全遊戲基地航空隊中航程最遠的陸上基地制空機。
- 荒野的壽飛行隊